# Понтичели (Авелино)
Понтичели је насеље у Италији у округу Авелино, региону Кампанија.
Према процени из 2011. у насељу је живело 85 становника. Насеље се налази на надморској висини од 697 м.